# Silvana Teixeira
Silvana Helena Teixeira (São Paulo, 18 de junho de 1956) é uma atriz e apresentadora de televisão brasileira. Famosa por sua participação no programa infantil Bambalalão, na década de 1980, pela TV Cultura ao lado de Gigi Anhelli e grande elenco. Como atriz, seu papel de maior destaque foi como a protagonista da minissérie Iaiá Garcia.
Em 1984, devido ao grande sucesso como apresentadora e atriz no cenário paulistano, Silvana veio a ser convidada a protagonizar a novela Livre para Voar da Rede Globo. Seu contrato com a emissora carioca permitia que continuasse no comando do programa Bambalalão, mesmo esse sendo em outra emissora, mas por não concordar em cortar o cabelo por achar desnecessário para composição da personagem, ela desiste do projeto priorizando assim de vez seu trabalho, já consagrado, junto ao público infantil.
Atualmente, é proprietária de um Pet Hotel em Embu, chamado Pet da Sil.

## Carreira

### Televisão
Minisséries
- 1982 - Iaiá Garcia
- 1982 - O Tronco do Ipê
- 1982 - Nem Rebeldes, Nem Fiéis
- 1982 - A Casa, o Corvo e o Coração
- 1982 - Fogo Frio
- 1982 - O Homem da Cabeça de Papelão
- 1981 - O resto é silêncio
- 1981 - Floradas na serra
- 1981 - Puçanga
- 1981 - Abdias
- 1981 - Prima Belinha
- 1981 - Menina de Olho no Fundo

Programas
Infantil
- 1995 - Agente G
- 1987 - BambaLeão & Silvana
- 1983 - Bambalalão

Adulto 
- 1986 - Ligue para um clássico
- 1985 - Lanterna Mágica
- 1982 - A Fábrica do Som

Telejornal
- 1990 - SP Já

Outro segmento
- 1996 - Reforma Fácil
- 1992 - Fit Shop Import

### Teatro
Infantil
- 2007 - O Casamento do Ponto com a Vírgula
- 2005 - Aladim
- 2004 - Cinderela
- 2002 - A bela Adorecida
- 2001 - Sonho de Uma Noite de Verão
- 2001 - Pinóquio
- 2001 - Peter Pan
- 1999 - A Bela e a Fera
- 1995 - Casa de Brinquedos
- 1992 - O Gnomo e a Árvore Encantada
- 1991 - O Castelo de Mulumi
- 1987 - Romão e Julinha
- 1985 - Teca, Troncos e Encontros
- 1983 - A Praça dos Sonhos

Adulto  * 2003 " Uma  Consulta "
- 2005 - Sonho de Uma Noite de Verão
- 2005 - A Moreninha
- 2002 - O Terrível Capitão do Mato
- 2002 - Nosso Lar
- 2001 - A Vida Continua
- 2000 - Sonetos de Camões
- 1999 - O Alienista
- 1997 - Laços Eternos
- 1995 - O Amor Venceu

### Cinema
- 1985 - Infinita Tropicália

### Outros trabalhos
- 2008 - BambaShow
- 2006 - Contação de Histórias - Em Busca da Pedra Azul; Canção para Chamar o Vento; O Segredo da Lagartixa Encantada